# نانجیب
نانجیب فیلمی به کارگردانی و نویسندگی عباس کسایی محصول سال ۱۳۵۱ است.

## خلاصه داستان
اشرف (پوري بنائي) و پدر پيرش (محمدتقي كهنموئي) در محله اي قديمي زندگي مي كنند. ابرام آقا (غلامرضا سركوب)، قصاب محل، با چرب زباني اشرف را به خارج شهر مي كشاند و او را اغفال مي كند. اشرف از ابرام مي خواهد كه او را به عقد خود درآورد و ابرام از دوستش غلام (مرتضي احمدي)، قناد محل، مي خواهد كه به سراغ اشرف برود. اشرف ماجرا را به پدرش مي گويد و پدر به او توصيه مي كند كه سراغ نصرالله (اكبر جنتي شيرازي)، معتمد محل، برود. اما او هم مانند ابرام و غلام از اشرف هتك حرمت مي كند. هيچ يك از آنها حاضر نمي شود براي سقط جنين اشرف به او كمك كند. اشرف فرزندش را به دنيا مي آورد و چندي بعد پدرش فوت مي كند. احمد (منوچهر وثوق) از زندان مرخص مي شود و به توصيه ي مادرش (ايران دفتري) اشرف و دخترش را به خانه مي برد، و احمد پس از مرگ مادرش با اشرف ازدواج مي كند. ابرام و غلام و نصرالله مزاحم اشرف مي شوند و در غيبت احمد به اشرف حمله ور مي شوند و اشرف خود را مي سوزاند. اشرف، قبل از مرگ، آن چه را بر سرش آمده براي احمد نقل مي كند. احمد، ابرام و غلام و نصرالله را يكي پس از ديگري از پاي درمي آورد و خود را به پليس معرفي مي كند.

## بازیگران
- منوچهر وثوق
- پوری بنایی
- مرتضی حاج سید احمدی
- محمدتقی کهنمویی
- ایران دفتری
- فریبا فروهر
- غلامرضا سرکوب